# 지텔프에듀
지텔프에듀(영어: G-TELP EDU)는 대한민국의 교육 웹사이트이다. G-TELP의 온라인 강의를 제작 및 판매한다.

## 같이 보기
- G-TELP
- G-TELP Speaking
- G-TELP Writing